# Forgotten Realms

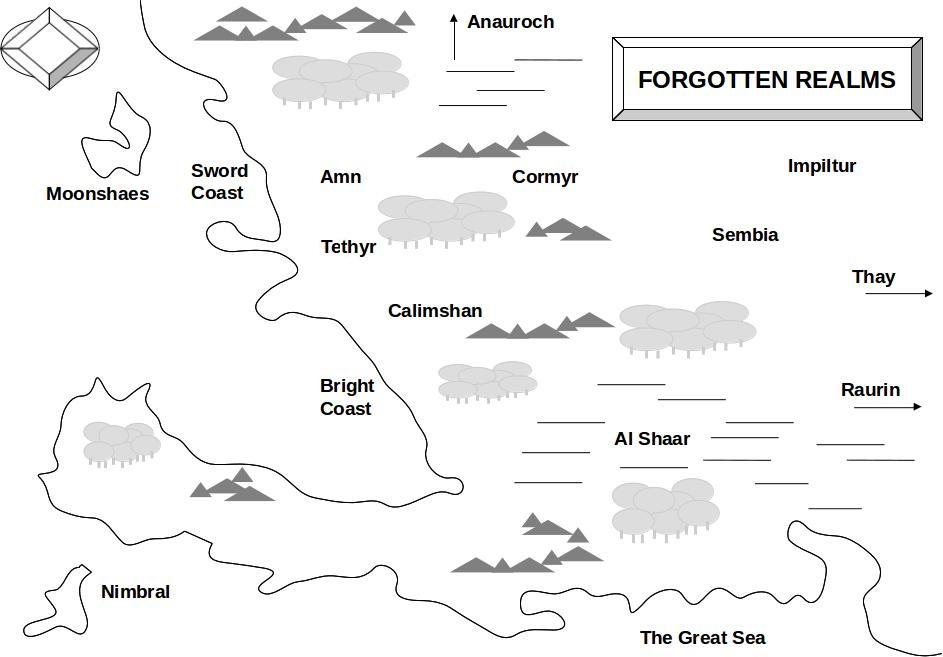
Karta över Forgotten Realms

Forgotten Realms, ofta kallad "The Realms", är en spelvärld till rollspelet Dungeons & Dragons (D&D) och är skapad av den kanadensiska författaren och speldesignern Ed Greenwood.
Forgotten Realms utspelar sig i fantasymiljö där spelarnas figurer kan stöta på alla typer av mytologiska och fiktiva varelser som drakar, troll, alver och jättar. Världen kännetecknas bland annat av den stora mängd utdöda civilisationer spelarna kan stöta på, därav namnet.
Forgotten Realms räknas som en av de mest populära spelvärldarna till D&D, bland annat på grund av att R.A. Salvatore från 1988 skrivit många fantasyböcker som utspelar sig där. Även många videospel utspelar sig i Forgotten Realms och har bidragit till populariteten.

## Historik
Greenwood började skriva fantasiberättelser om Forgotten Realms redan som barn 1967. Han upptäckte D&D 1975 och började då använda sin egen fantasivärld Forgotten Realms som en plats för rollspelskampanjer. Detta ledde till att Greenwood successivt skapade mycket mer detaljer om Forgotten Realms och börjad skriva artiklar om Forgotten Realms i tidskriften Dragon från 1979.
1986 började TSR, utgivarna av både Dragon och D&D, att leta efter en ny spelvärld till Advanced Dungeons & Dragons (AD&D) som de kunde publicera. Jeff Grubb sattes på att undersöka om Greenwoods spelvärld, som han beskrivit i många artiklar i Dragon, och TSR kom fram till att denna kunde passa för detta ändamål. Greenwood sålde 1986 rättigheterna till Forgotten Realms till TSR och 1987 publicerades Forgotten Realms Campaign Set, bestående av två referensböcker (Cyclopedia of the Realms och DM's Sourcebook of the Realms) och fyra kartor, skapade av Greenwood tillsammans med Grubb. TSR utökade senare Forgotten Realms med bidrag från många andra författare. Under 1990-talet publicerades uppdaterat referensmaterial om Forgotten Realms som en del av AD&D 2nd edition.
Wizards of the Coast köpte TSR 1997 och tog över utgivningen av D&D, inklusive Forgotten Realms-material.